# Axel Garfvé

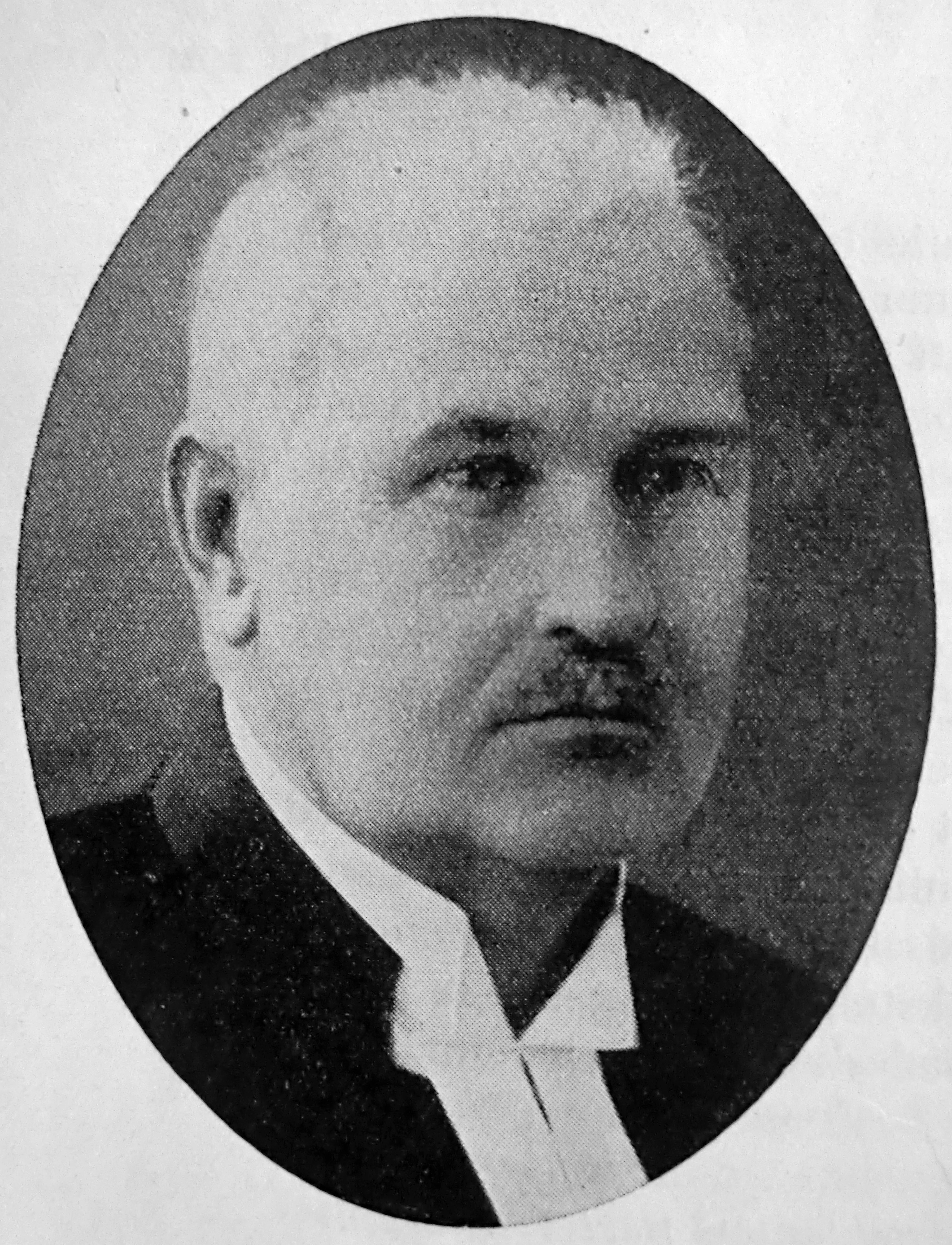
Bilden är från Julbok för Västerås stift, 1941 (se länk nedan).

Axel Robert Engelbrekt Garfvé, född 22 oktober 1863 i Möklinta, död 26 januari 1941 i Uppsala, var en svensk präst . Han tjänstgjorde som kyrkoherde i Vika och Hosjö pastorat. Garfvé hade dessutom folkskollärarexamen och var folkskoleinspektör 1905-1914. Garfvé utgav år 1904 boken Fellingsbro sockens historia, som utkommit i två senare reviderade upplagor åren 1926 respektive 1958.